# Andropogon scabriglumis
Andropogon scabriglumis là một loài cỏ thuộc họ Poaceae.
Loài này chỉ có ở Ecuador.